# Phantasm: End Prophecy
Albums de Yui Sakakibara
Joker
(2008) Yeeeeell!
(2009)
Albums par Yui Sakakibara
Dream Party Memorial Album
(2009)
Phantasm: End Prophecy (stylisé en ~Phantasm~ End Prophecy) est une compilation de Yui Sakakibara, sorti sous le label LOVE×TRAX Office le 6 mai 2009 au Japon. Elle arrive 59e au classement de l'Oricon et reste classé 1 semaine pour un total de 1 696 exemplaires vendus. Elle contient les chansons utilisées pour la série Chaos;Head. Il sort en format CD et CD+DVD.

## Liste des titres
| 1. | Mikkyou no Kubikazari (Black Mass Ver.) (密教の首飾り)          | 4:54 |
| 2. | Shokuzai no Erotica (贖罪のエロティカ)                          | 5:53 |
| 3. | Zaika ni Keiyaku no Chi wo (罪過に契約の血を)                   | 5:31 |
| 4. | Yami ni Hikari wo Sasumono (闇に光を灯す者)                     | 4:20 |
| 5. | Haritsuke no Misa (To the distance Ver.) (磔のミサ)             | 4:14 |
| 6. | Harukanaru Idiyona (Heavy Generation Ver.) (遙かなるイディヨナ) | 4:22 |
| 7. | Allelujah no Fukuin (Extra Solo Ver.) (アレルイヤの福音)        | 5:30 |
| 8. | Glajioul (グラジオール)                                         | 4:15 |
| 9. | Nagaki no Arabesque (嘆きのアラベスク)                          | 4:35 |

| 1. | Mikkyou no Kubikazari (密教の首飾り)        |  |
| 2. | Yami ni Hikari wo Sasumono (闇に光を灯す者) |  |
| 3. | Haritsuke no Misa (磔のミサ)                |  |